# سم ویتور
سم ویتور (به انگلیسی: Sam Witwer) یا  ساموئل استوارت ویتور (به انگلیسی: Samuel Stewar Witwer) (زاده ۲۰ اکتبر ۱۹۷۷) بازیگر و موسیقیدان آمریکایی است. او در سریال‌های بسیاری مانند سی‌اس‌آی، دکستر، اسمالویل و سوپرگرل بازی کرده است. هم‌اکنون فیلم انسان بودن از او توسط شبکه سای فای در حال پخش است. او همچنین در بازی روزهای از دست رفته صداپیشگی کرده است.

## زندگی
ویتور در گلن‌ویو در ایلی‌نوی که یک شهر کوچک در خارج از شیکاگو است به دنیا آمد و بزرگ شد. در دبیرستان به تئاتر علاقه‌مند شد و خواننده یک گروه کوچک موسیقی بود. همچنین قبل از مهاجرت به لس‌آنجلس مدتی را در مدرسه جولیارد گذراند.